# VFF National Super League
De VFF National Super League (Vanuatu Football Federation National Super League) is samen met de PVFA Football League (Port Vila Football Association Football League) de hoogste voetbalcompetitie in Vanuatu.
VFF National Super League
In 2005 werd de VFF Bred Cup ingericht en in 2010 werd deze competitie herbenoemd tot VFF National Super League (NSL). Vanaf 2016 nemen er clubs uit zeven onderbonden aandeel. De winnaar van de NSL speelt hierna tegen de winnaar van de “Top-4 competitie” van de PVFA Football League in de 'grand final' om de kwalificatieplaats voor de OFC Champions League.
PVFA Football League
De PVFA Football League werd in 1994 ingericht. Tot de oprichting van de Bred Cup was de kampioen van deze competitie automatisch de vertegenwoordiger van Vanuatu in de OFC Champions League, dit betrof de edities van 1987 tot en met 2006. Hierna geschiedde -eventuele- kwalificatie in de NSL. Na 2016 plaatste de kampioen zich weer rechtstreeks als gevolg van de twee startplaatsen voor Vanuatu in de Champions League waardoor beide finalisten in de 'grand final' vooraf verzekerd waren voor deelname.

## Onderbonden
| Onderbond                       | Competitie                 | Provincie/Stad    |
| ------------------------------- | -------------------------- | ----------------- |
| Port Vila Football Association  | Port Vila Football League  | Port Vila         |
| Luganville Football Association | Luganville Football League | Luganville        |
| Malampa Football Association    | Malampa Football League    | provincie Malampa |
| Penama Football Association     | Penama Football League     | provincie Penama  |
| Sanma Football Association      | Sanma Football League      | provincie Sanma   |
| Shefa Football Association      | Shefa Football League      | provincie Shefa   |
| Tafea Football Association      | Tafea Football League      | provincie Tafea   |
| Torba Football Association      | Torba Football League      | provincie Torba   |

## Kampioenen

### VFF National Super League
N.B. Jaren met een * gemarkeerd betrof een najaar-voorjaar competitie.

### PVFA Football League
N.B. Jaren met een * gemarkeerd betrof een najaar-voorjaar competitie.

## OFC Clubvoetbal
Onderstaande clubs kwalificeerden zich voor de OFC Champions League (of diens voorlopers)
| Editie  | Deelnemer(s)                                       |
| ------- | -------------------------------------------------- |
| 1987    | Vanuatuaans voetbalelftal (in plaats van Tafea FC) |
| 1999    | Tafea FC                                           |
| 2001    | Tafea FC                                           |
| 2005    | Tafea FC                                           |
| 2006    | Tafea FC                                           |
| 2007    | Port Vila Sharks (trok zich terug)                 |
| 2007/08 | Tafea FC                                           |
| 2008/09 | Port Vila Sharks                                   |
| 2009/10 | Tafea FC                                           |
| 2010/11 | Amicale FC                                         |
| 2011/12 | Amicale FC                                         |
| 2012/13 | Amicale FC                                         |
| 2013/14 | Amicale FC, Tafea FC                               |
| 2014/15 | Amicale FC, Tafea FC                               |
| 2016    | Amicale FC                                         |
| 2017    | Erakor Golden Star, Malampa Revivors FC            |
| 2018    | Erakor Golden Star, Nalkutan FC                    |
| 2019    | Erakor Golden Star, Malampa Revivors FC            |
| 2019/20 | Galaxy FC, n.n.b.                                  |